# راي كارتر (لاعب كريكت)
راي كارتر (14 أبريل 1933 - 13 نوفمبر 2012) (بالإنجليزية: Ray Carter)‏ هو لاعب كريكت بريطاني.